# 김강민 (1992년)
김강민(1992년 7월 17일 ~ )은 대한민국의 축구 선수이며, 포지션은 센터백이다.